# 北山田 (横浜市)
北山田（きたやまた）は、神奈川県横浜市都筑区の地名。現行行政地名は北山田一丁目から北山田七丁目。住居表示実施済区域。

## 地理
都筑区の北東部に位置し、東に東山田、南に南山田、南西に牛久保、西にすみれが丘、北に川崎市宮前区東有馬と接している。

### 面積
面積は以下の通りである。
| 丁目         | 面積（km²） |
| ------------ | ----------- |
| 北山田一丁目 | 0.168       |
| 北山田二丁目 | 0.176       |
| 北山田三丁目 | 0.173       |
| 北山田四丁目 | 0.167       |
| 北山田五丁目 | 0.171       |
| 北山田六丁目 | 0.261       |
| 北山田七丁目 | 0.195       |
| 計           | 1.311       |

### 地価
住宅地の地価は、2025年（令和7年）1月1日の公示地価によれば、北山田3-24-28の地点で33万3000円/m²、北山田6-27-27の地点で29万9000円/m²となっている。

## 歴史

### 沿革
北山田町
かつて横浜市に編入する前のこの場所は、都筑郡中川村大字山田の一部であった。
- 1939年（昭和14年）4月1日 - 横浜市に編入し、横浜市港北区北山田町となる[8]。
- 1969年（昭和44年）10月1日 - 行政区再編成に伴い、港北区を再配置。横浜市港北区北山田町となる[9]。
- 1972年（昭和47年）1月26日 - 土地区画整理事業に伴い、北山田町の一部をすみれが丘、牛久保町へ編入[10]。
- 1990年（平成2年）7月9日 - 住居表示の実施[11]に伴い、北山田町の一部を北山田六丁目、すみれが丘へ編入[12]。
- 1991年（平成3年）11月11日 - 住居表示の実施[13]に伴い、北山田町の一部を北山田四丁目、北山田五丁目、東山田三丁目へ編入[14]。
- 1992年（平成4年）10月19日 - 住居表示の実施[15]に伴い、北山田町の一部を牛久保一丁目、北山田三丁目、南山田一丁目、南山田三丁目へ編入[14]。
- 1994年（平成6年）11月6日 - 住居表示の実施[16]に伴い、北山田町の一部を北山田一丁目、北山田二丁目、東山田一丁目、東山田二丁目、南山田二丁目へ編入[17]。行政区再編成に伴い、都筑区を新設。横浜市都筑区北山田町となる[18][19]。
- 1995年（平成7年）10月16日 - 住居表示の実施[20]に伴い、北山田町の一部を北山田五丁目、北山田七丁目、すみれが丘へ編入。同時に北山田町は廃止となる[21]。

北山田
- 1990年（平成2年）7月9日 - 住居表示の実施[11]に伴い、北山田町、東山田町の各一部から北山田六丁目を新設。横浜市港北区北山田六丁目となる[12]。
- 1991年（平成3年）11月11日 - 住居表示の実施[13]に伴い、牛久保町、北山田町、南山田町から北山田四丁目、北山田五丁目を新設[14]。
- 1992年（平成4年）10月19日 - 住居表示の実施[15]に伴い、北山田町、南山田町から北山田三丁目を新設[14]。
- 1994年（平成6年）11月6日 - 住居表示の実施[16]に伴い、北山田町、南山田町の各一部から北山田一丁目、北山田二丁目を新設[18]。行政区再編成に伴い、都筑区を新設。横浜市都筑区北山田一丁目～六丁目となる[19]。
- 1995年（平成7年）10月16日 - 住居表示の実施[20]に伴い、北山田町、東山田町の一部から北山田七丁目を新設、北山田町、すみれが丘、南山田町の各一部を北山田五丁目に編入[21]。

### 町名の変遷
| 実施後       | 実施年月日                | 実施前（各町名ともその一部）             |
| ------------ | ------------------------- | ---------------------------------------- |
| 北山田一丁目 | 1994年（平成6年）11月6日  | 北山田町（一部）                         |
| 北山田二丁目 | 1994年（平成6年）11月6日  | 北山田町、南山田町（各一部）             |
| 北山田三丁目 | 1992年（平成4年）10月19日 | 北山田町、南山田町（各一部）             |
| 北山田四丁目 | 1991年（平成3年）11月11日 | 牛久保町、北山田町、南山田町（各一部）   |
| 北山田五丁目 | 1991年（平成3年）11月11日 | 北山田町（一部）                         |
| 北山田五丁目 | 1995年（平成7年）10月16日 | 北山田町、すみれが丘、南山田町（各一部） |
| 北山田六丁目 | 1990年（平成2年）7月9日   | 北山田町、東山田町（各一部）             |
| 北山田七丁目 | 1995年（平成7年）10月16日 | 北山田町、東山田町（一部）               |

## 世帯数と人口
2025年（令和7年）6月30日現在（横浜市発表）の世帯数と人口は以下の通りである。
| 丁目         | 世帯数    | 人口     |
| ------------ | --------- | -------- |
| 北山田一丁目 | 658世帯   | 1,406人  |
| 北山田二丁目 | 1,292世帯 | 2,960人  |
| 北山田三丁目 | 851世帯   | 2,041人  |
| 北山田四丁目 | 485世帯   | 1,202人  |
| 北山田五丁目 | 1,272世帯 | 3,300人  |
| 北山田六丁目 | 1,143世帯 | 2,928人  |
| 北山田七丁目 | 762世帯   | 2,072人  |
| 計           | 6,463世帯 | 15,909人 |

### 人口の変遷
国勢調査による人口の推移。
| 年                 | 人口   |
| ------------------ | ------ |
| 1995年（平成7年）  | 3,792  |
| 2000年（平成12年） | 9,337  |
| 2005年（平成17年） | 13,350 |
| 2010年（平成22年） | 15,288 |
| 2015年（平成27年） | 15,942 |
| 2020年（令和2年）  | 16,306 |

### 世帯数の変遷
国勢調査による世帯数の推移。
| 年                 | 世帯数 |
| ------------------ | ------ |
| 1995年（平成7年）  | 1,244  |
| 2000年（平成12年） | 3,115  |
| 2005年（平成17年） | 4,499  |
| 2010年（平成22年） | 5,349  |
| 2015年（平成27年） | 5,658  |
| 2020年（令和2年）  | 6,061  |

## 学区
市立小・中学校に通う場合、学区は以下の通りとなる（2024年11月時点）。
| 丁目         | 番・番地等 | 小学校               | 中学校               |
| ------------ | ---------- | -------------------- | -------------------- |
| 北山田一丁目 | 1〜4番     | 横浜市立北山田小学校 | 横浜市立東山田中学校 |
| 北山田一丁目 | 5〜15番    | 横浜市立東山田小学校 | 横浜市立東山田中学校 |
| 北山田二丁目 | 全域       | 横浜市立南山田小学校 | 横浜市立中川中学校   |
| 北山田三丁目 | 全域       | 横浜市立牛久保小学校 | 横浜市立中川中学校   |
| 北山田四丁目 | 全域       | 横浜市立牛久保小学校 | 横浜市立中川中学校   |
| 北山田五丁目 | 全域       | 横浜市立北山田小学校 | 横浜市立東山田中学校 |
| 北山田六丁目 | 1〜51番    | 横浜市立北山田小学校 | 横浜市立東山田中学校 |
| 北山田六丁目 | 52番       | 横浜市立東山田小学校 | 横浜市立東山田中学校 |
| 北山田七丁目 | 3〜13番    | 横浜市立東山田小学校 | 横浜市立東山田中学校 |
| 北山田七丁目 | 1番、2番   | 横浜市立北山田小学校 | 横浜市立東山田中学校 |

## 事業所
2021年（令和3年）現在の経済センサス調査による事業所数と従業員数は以下の通りである。
| 丁目         | 事業所数  | 従業員数 |
| ------------ | --------- | -------- |
| 北山田一丁目 | 97事業所  | 1,381人  |
| 北山田二丁目 | 80事業所  | 627人    |
| 北山田三丁目 | 42事業所  | 773人    |
| 北山田四丁目 | 32事業所  | 280人    |
| 北山田五丁目 | 40事業所  | 459人    |
| 北山田六丁目 | 79事業所  | 333人    |
| 北山田七丁目 | 27事業所  | 210人    |
| 計           | 397事業所 | 4,063人  |

### 事業者数の変遷
経済センサスによる事業所数の推移。
| 年                 | 事業者数 |
| ------------------ | -------- |
| 2016年（平成28年） | 326      |
| 2021年（令和3年）  | 397      |

### 従業員数の変遷
経済センサスによる従業員数の推移。
| 年                 | 従業員数 |
| ------------------ | -------- |
| 2016年（平成28年） | 3,863    |
| 2021年（令和3年）  | 4,063    |

## 交通
- 横浜市営地下鉄グリーンライン北山田駅

## 施設
- 横浜国際プール
- 山田富士公園-緑の多い公園で、江戸時代の史跡・山田富士が残る[31]。
- 横浜市立北山田小学校
- 横浜北山田郵便局[32]
- オーケー 北山田店[33]
- コーナン 港北ニュータウン店[34]

## ギャラリ ー

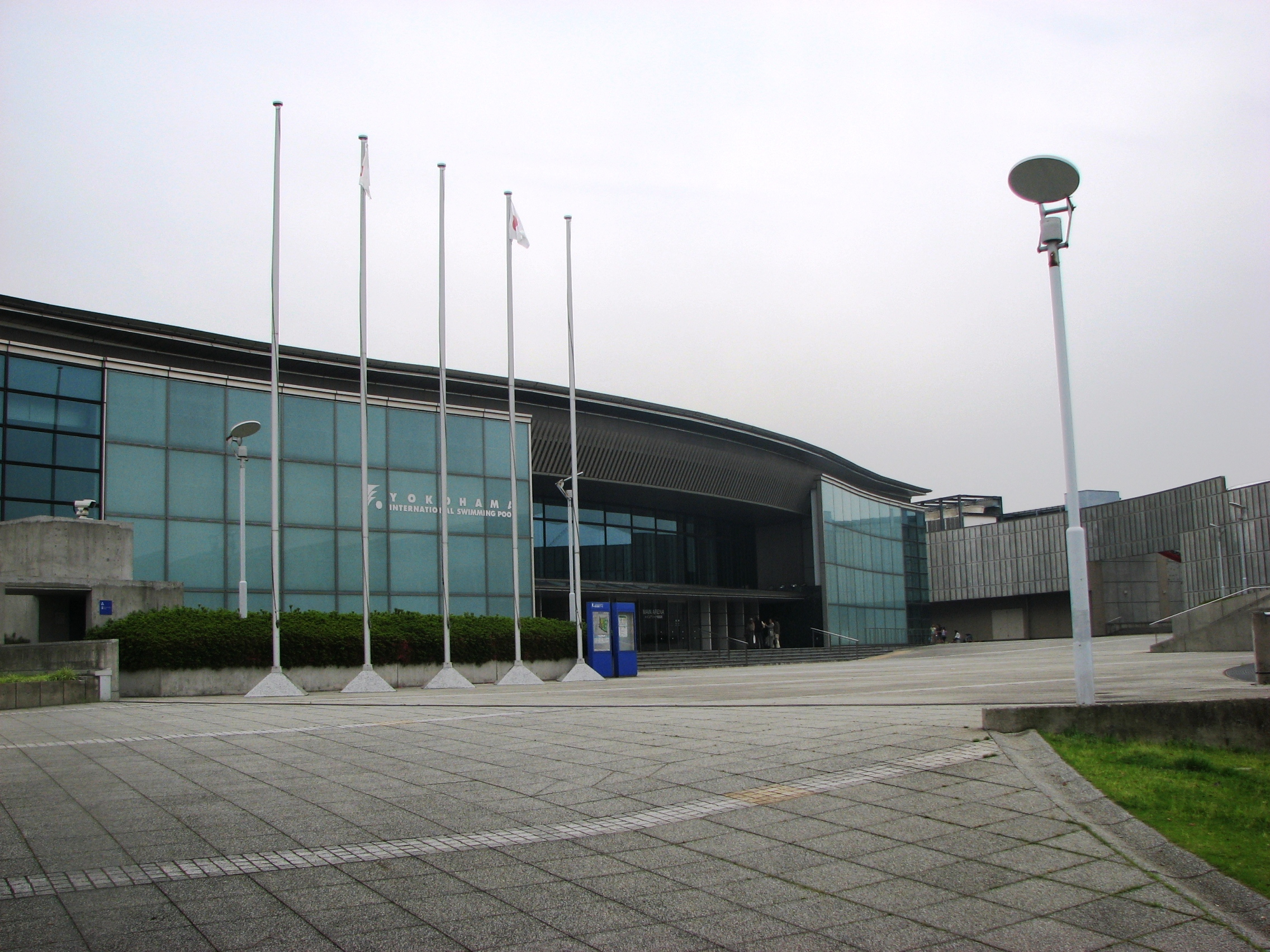
横浜国際プール
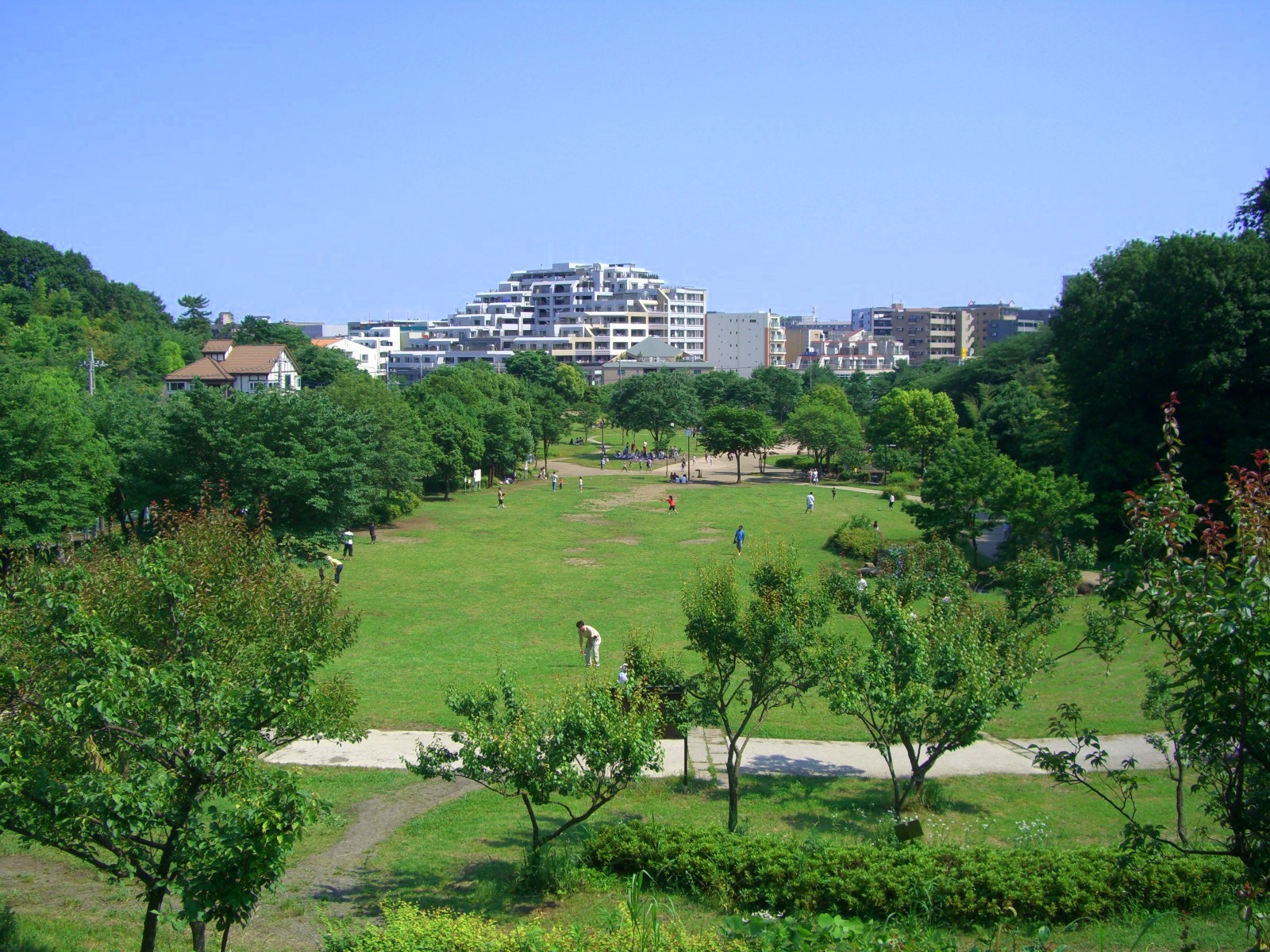
山田富士公園
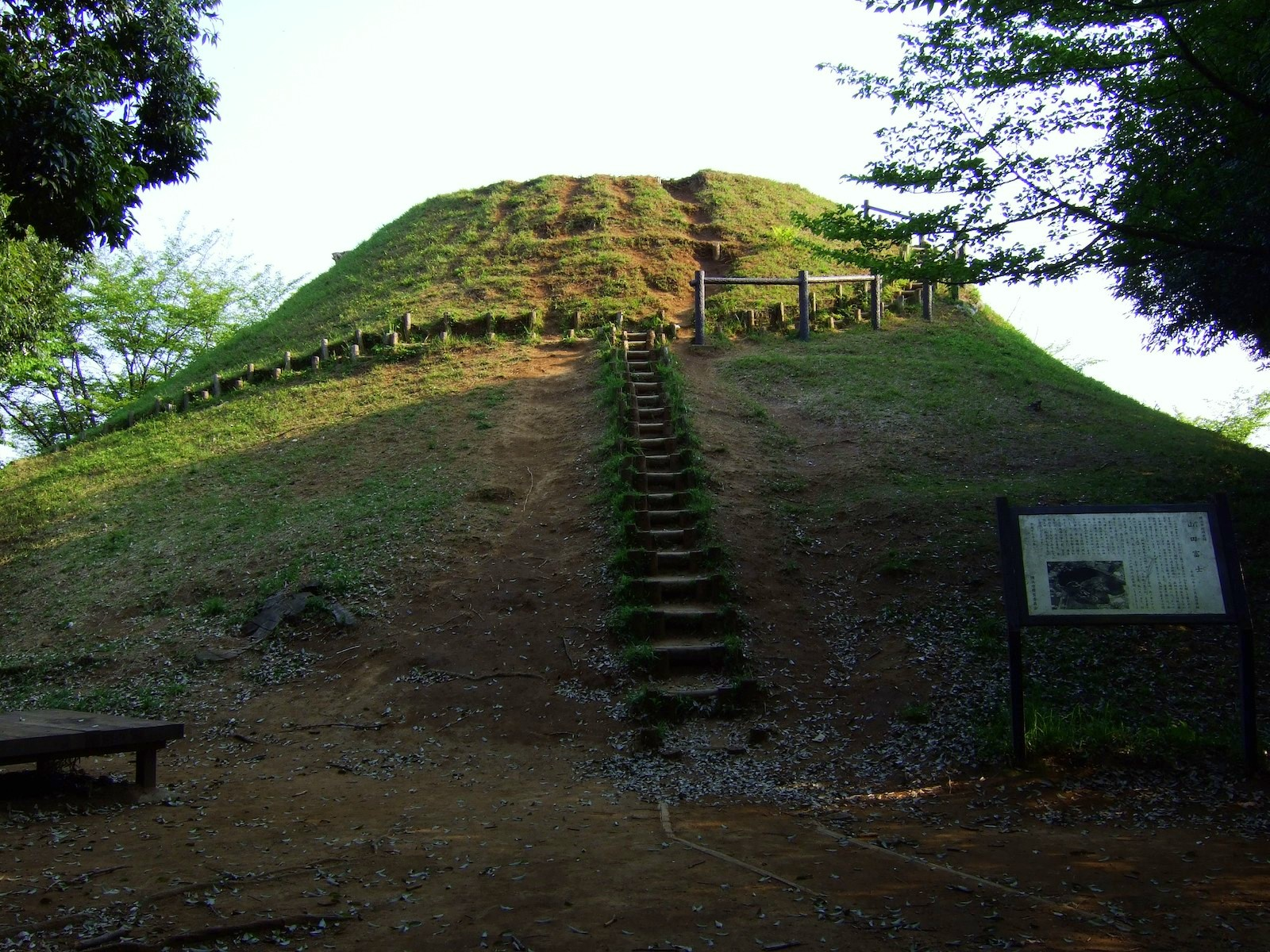
山田富士
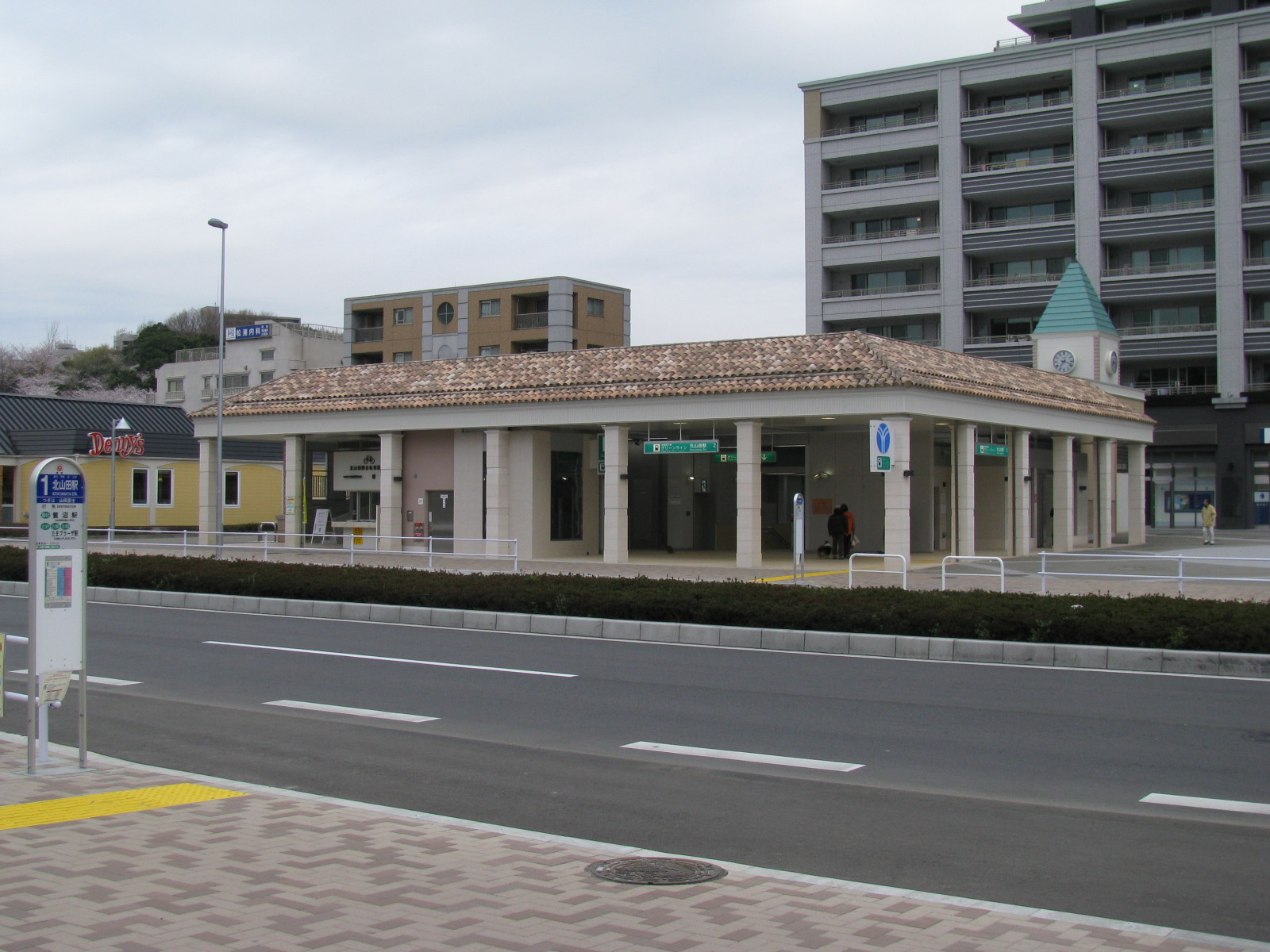
北山田駅

## その他

### 北山田町内会
都筑区北山田1丁目～7丁目を中心に活動している町内会
https://www.kitayamata.net/
横浜市都筑区北山田1丁目3-11

### 日本郵便
- 郵便番号 : 224-0021[3]（集配局：都筑郵便局[35]）

### 警察
町内の警察の管轄区域は以下の通りである。
| 丁目         | 番・番地等 | 警察署     | 交番・駐在所   |
| ------------ | ---------- | ---------- | -------------- |
| 北山田一丁目 | 全域       | 都筑警察署 | 北山田駅前交番 |
| 北山田二丁目 | 全域       | 都筑警察署 | 北山田駅前交番 |
| 北山田三丁目 | 全域       | 都筑警察署 | 北山田駅前交番 |
| 北山田四丁目 | 全域       | 都筑警察署 | 中川駅前交番   |
| 北山田五丁目 | 全域       | 都筑警察署 | 中川駅前交番   |
| 北山田六丁目 | 全域       | 都筑警察署 | 中川駅前交番   |
| 北山田七丁目 | 全域       | 都筑警察署 | 北山田駅前交番 |